# Ducati 750 F1
La Ducati 750 F1 è una motocicletta costruita dalla Ducati dal 1985 al 1988 e declinata poi in varie versioni speciali a tiratura limitata, come la Montjuich, la Laguna Seca e la Santamonica, tutte celebranti vittorie in gara ottenute dalla versione da competizione. Essa deriva dalla moto da competizione 750 TT1 del 1984, versione maggiorata della precedente 600 TT2 del 1981. In seguito ne fu realizzata anche una versione con cilindrata ridotta, la Ducati 350 F3 / 400 F3.

## Contesto
La Ducati si interessò alle competizioni riservate alle moto della Formula TT quando nel 1981 la Federazione Motociclistica Italiana istituì il campionato italiano per tale tipo di motociclette e tramite il team bolognese NCR (Nepoti Caracchi Rizzi, in seguito Nepoti Caracchi Racing, che fungeva da vero e proprio reparto corse della Casa) allestì alcuni esemplari da competizione per i loro piloti ufficiali, denominandoli 600 TT2: con uno di essi pilota di punta Massimo Broccoli fece suo il titolo "TT-Formula 2" dopo aver a lungo battagliato coi piloti del team ufficiale Bimota e le loro KB2 "Laser" spinte da motori Kawasaki.
La Ducati NCR non aveva pianificato nessun impegno nella serie mondiale, che quell'anno si disputava sulle due prove del Tourist Trophy e dell'Ulster Grand Prix e avrebbe comportato costose trasferte, ma il concessionario Ducati di Manchester, la "Sports Motorcycles" di Steve Wynne e Pat Slinn (già artefici del successo della Ducati con Mike Hailwood al TT del 1978), allestì un proprio esemplare per la TT-F2 accoppiando il telaio di una Pantah stradale incidentata ad un motore fornito dalla Casa e lo affidò a Tony Rutter. L'inglese vinse con quella moto la gara di Formula 2 al Tourist Trophy e gli fu fornita una 600 TT2 ufficiale con cui si classificò secondo all'Ulster Grand Prix alle spalle di Phil Mellor, vincendo così il titolo mondiale.
Nei tre anni successivi Rutter si ripeté, conquistando così in totale quattro titoli mondiali TT-F2 e nel 1984, dopo aver visto i promettenti risultati avuti in gara da Jim Adamo negli U.S.A. e la vittoria di Benjamin Grau, Enrique de Juan e Luis Ries alla 24 Ore del Montjuich nel 1983 su delle TT2 in versione da 750 cc allestite dalle rispettive scuderie, fu decisa la realizzazione di una versione "ufficiale" da 748 cc della moto, con cui si l'inglese classificò terzo in campionato alle spalle delle due Honda ufficiali: nacque così la Ducati 750 TT1, che però pativa la carenza di potenza rispetto alle concorrenti che sfruttavano completamente il limite di cilindrata di 1000 cc.
Il mercato richiedeva a gran voce la versione stradale "replica" delle moto da gara, tanto che già nel 1983 la inglese Harris Performance Products mise sul mercato inglese una "replica" del telaio da gara da abbinare alla meccanica della Pantah e la casa bolognese mise in commercio la versione omologata della 750 TT1 nel 1985 col nome di Ducati 750 F1, dopo averla presentata al pubblico al "Sydney
Motorcycle Exhibition" nel febbraio dello stesso anno.

## Descrizione
Visto la diversa destinazione d'uso, la 750 F1 stradale differiva in molti particolari dalla TT1, a partire dal telaio allargato per far spazio ai coperchi della distribuzione e alla forcella Marzocchi "non regolabile" da 38 mm per finire alla componentistica, ma quello che deluse fu la presenza forcellone "cantilever" (soluzione "vecchia", sebbene presa pari pari dalla moto da gara, rispetto ai "leveraggi progressivi" della concorrenza) e ancor di più fu l'uso di una versione del motore Pantah 650 dalla cilindrata maggiorata, ma che manteneva le valvole da 37,5 e 33,3 mm e i carburatori "Dell'Orto PHF" da 36 mm del vecchio Pantah 500 ed erogava 62,5 CV a 7.500 giri/min invece dei 70 CV a 9.000 giri/min promessi. Nonostante alcune cadute di stile e il peso di 175 kg fosse di ben 10 kg superiore a quanto dichiarato prima del lancio, la moto si segnalava rispetto alla concorrenza per l'estrema leggerezza, maneggevolezza, facilità di guida e maggiore corposità del motore ai medi regimi, anche se si fermava a 206 km/h di velocità di punta. L'estetica della F1 era caratterizzata da dimensioni generali compatte (nonostante il grosso codone che ospitava la batteria da 14 Ah e in seguito il sellino del passeggero) e saltava all'occhio l'uso di una ruota anteriore da 16" (tipica delle moto da gara) accoppiata all'ammortizzatore di sterzo.

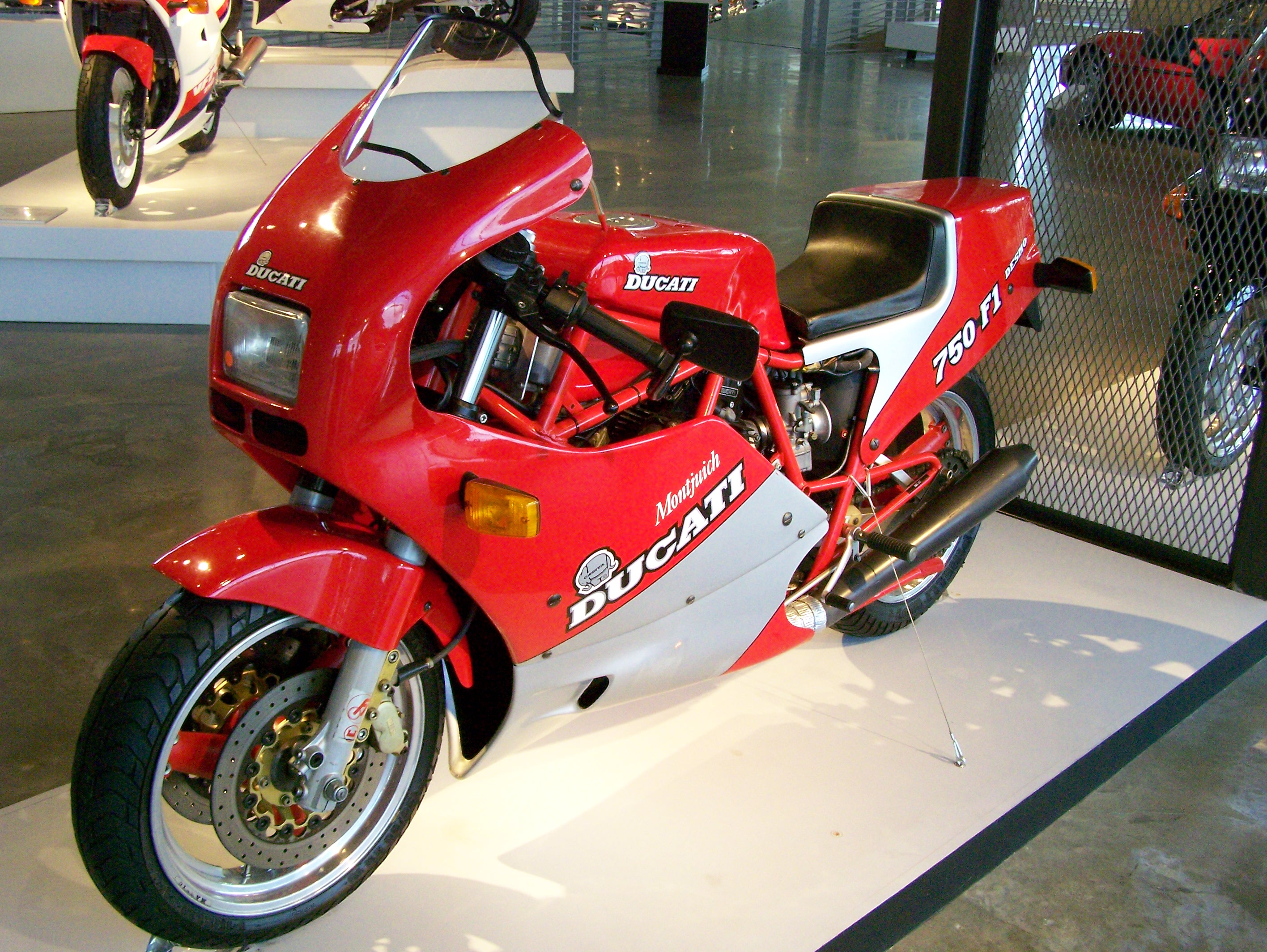
La Ducati 750 F1 Montjuich

La versione 1986 beneficiò di aggiornamenti meccanici volti a migliorare l'affidabilità del motore, scaturiti dall'uso in gara della versione da competizione, e vide l'impiego di valvole e carburatori maggiorati e l'adozione di una sospensione anteriore da 40 mm della "Forcelle Italia" completamente regolabile: un netto passo avanti rispetto alla precedente soluzione. Negli anni seguenti il motore beneficiò dell'iniezione elettronica e furono immesse sul mercato tre versioni speciali, Montjuich, Laguna Seca e Santamonica: la prima, destinata all'uso in pista e battezzata così per onorare la vittoria di Grau, de Juan e Reyes alla 24 Ore del Montjuich nel 1983, beneficiava di un netto alleggerimento, freni da gara e l'adozione di alberi a camme, carburatori e scarico da corsa, arrivando ad erogare 95 CV a 10.000 giri/min; la seconda celebrava la vittoria di Lucchinelli nella "Battle of the Twins" nel luglio 1986 sulla pista californiana ed era meno leggera e spinta della prima; la terza celebrava la vittoria di Lucchinelli nella gara del mondiale TT-F1 a Misano nell'aprile 1986 ed era una versione "ibrida" delle precedenti, rivolta all'uso stradale.

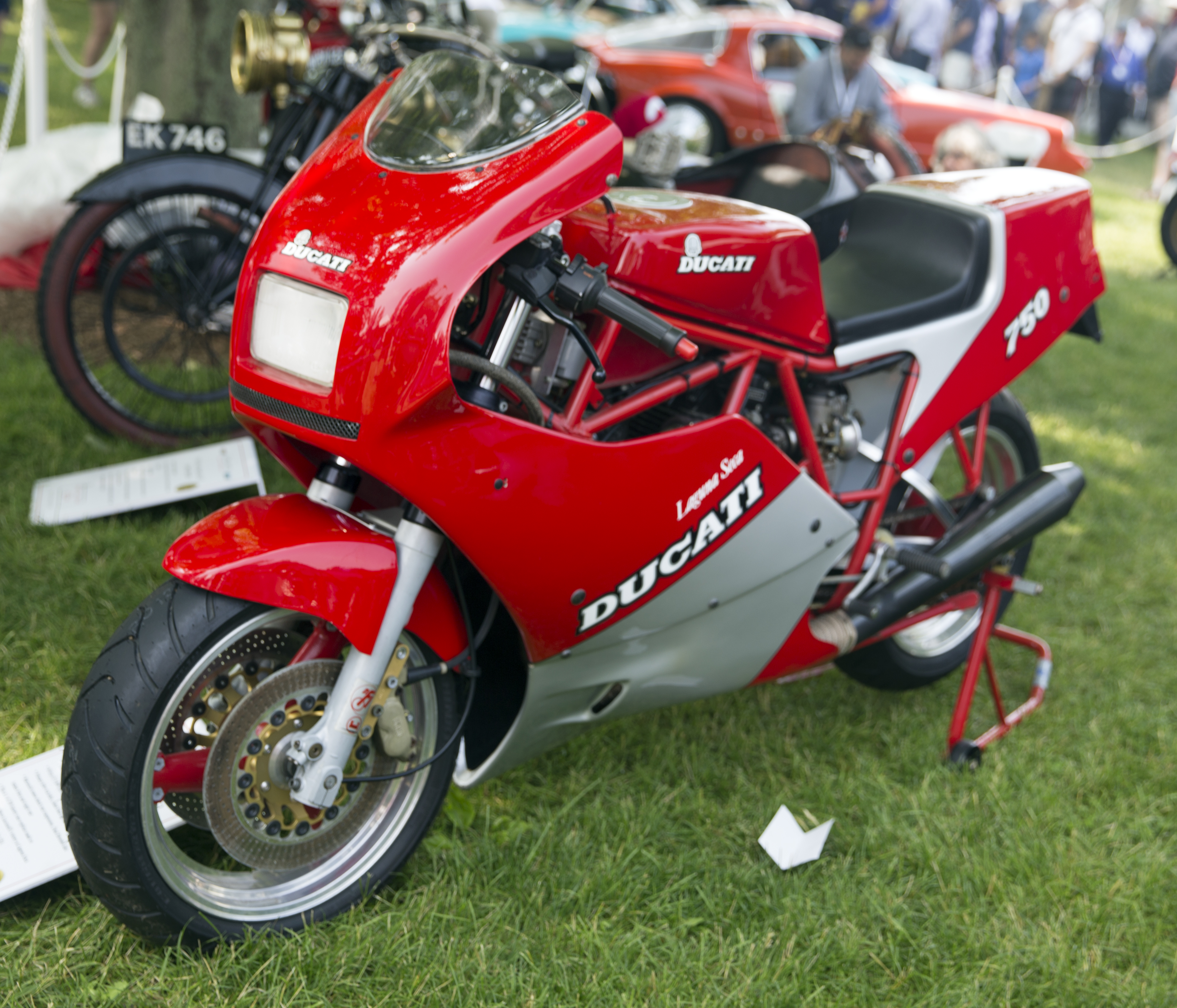
La Ducati 750 F1 Laguna Seca

### Ducati 350 F3 e 400 F3
Per venire incontro alle richieste di alcuni specifici mercati, tra il 1986 e il 1988 fu prodotta anche una versione della 750 F1 con cilindrata ridotta a 350 cc o 400 cc, la prima per l'Italia (dove all'epoca l'IVA era doppia per i motocicli oltre i 350 cc) la seconda per il mercato giapponese (dove dal 1980 le moto sportive avevano cilindrata limitata a 400 cc): dotate di sospensioni piuttosto economiche, i motori sviluppavano rispettivamente 42 CV e 45 CV.

## Versione da competizione
L'annuncio da parte dalle F.I.M. di un cambio regolamentare per la classe regina del Campionato mondiale Formula TT a partire dalla stagione 1984, con una riduzione della cilindrata da 1.000 cc a 750 cc, spinse la Ducati ad affinare ulteriormente la 750 TT1 per farne una seria candidata alla vittoria nella competizione mondiale. La TT1 del 1984 era semplicemente una versione maggiorata della TT2, infatti la moto combinava il telaio della 600 TT2 con il motore della Ducati Pantah 650 cc (omologato nel 1984 con corsa portata a 61.5 mm), maggiorato nella cilindrata mediante rialesatura fino al limite permesso dal regolamento. Per la stagione 1985 l'evoluzione della moto (ora denominata "750 F1" come la controparte stradale) si concentrò soprattutto nel reparto sospensioni, dapprima con la nuova forcella Marzocchi con foderi in titanio da 42 mm a sostituire il precedente modelo da 38 mm e poi con un nuovissimo forcellone "scatolato" in alluminio con capriata inferiore di rinforzo e leveraggio progressivo che accoglie un cerchio posteriore dal canale più largo e sostituisce il vecchio componente in tubi tondi e "cantilever" che caratterizzava la TT1.

### Carriera agonistica
La 750 F1 è stata impiegata nel 1985 nel campionato italiano Formula TT, dominando la classifica con i piloti Marco Lucchinelli e Virginio Ferrari che vinse anche il titolo piloti. Ma la vittoria più significativa fu ottenuta nel 1986 da Lucchinelli alla Battle of the Twins di Daytona, gara riservata alle moto bicilindriche che fa da contorno alla più prestigiosa 200 miglia di Daytona.

## La produzione
Durante il triennio di produzione 1985-1987, la Ducati 750 F1 è stata costruita in 2.501 esemplari, suddivisi nelle seguenti versioni:
| Versione           | Anni di produzione | Esemplari |
| ------------------ | ------------------ | --------- |
| 750 F1             | 1985 - 1986        | 1.801     |
| 750 F1 Montjuich   | 1986               | 200       |
| 750 F1 Laguna Seca | 1987               | 296       |
| 750 F1 Santamonica | 1987               | 204       |